# BP 19-98-01
Tàu BP 19-98-01 thuộc biên chế của Hải đội 2, Bộ Chỉ huy Bộ đội Biên phòng Tỉnh Cà Mau, Bộ đội Biên phòng Việt Nam. Đóng tại Sông Đốc, Trần Văn Thời, Cà Mau. Có nhiệm vụ tuần tra, sẵn sàng chiến đấu và cứu hộ cứu nạn trên biển.

## Thiết kế
Tàu dài 25.3 m, rộng 4.93 m, lượng giản nước 47 tấn, được lắp đặt hai máy có tổng công suất 3.000CV, tốc độ 33 hải lý/giờ và chịu được sóng cấp 6-7. Trên tàu còn được trang bị nhiều vũ khí, khí tài phục vụ công tác tuần tra, quản lý, bảo vệ chủ quyền biển đảo và tham gia cứu hộ cứu nạn trên biển.